# Cornufer guentheri
Pour les articles homonymes, voir Grenouille cornue.
Espèce
Synonymes
- Ceratobatrachus guentheri Boulenger, 1884

Statut de conservation UICN

 LC  : Préoccupation mineure
Cornufer guentheri, la Grenouille cornue des Salomon, est une espèce d'amphibiens de la famille des Ceratobatrachidae.

## Répartition
Cette espèce est endémique de l'archipel des Salomon. Elle se rencontre jusqu'à 700 m d'altitude :
- aux Salomon à Choiseul, en Nouvelle-Géorgie, à Santa Isabel, à Malaita et à Guadalcanal ;
- en Papouasie-Nouvelle-Guinée à Buka et à Bougainville.

## Description

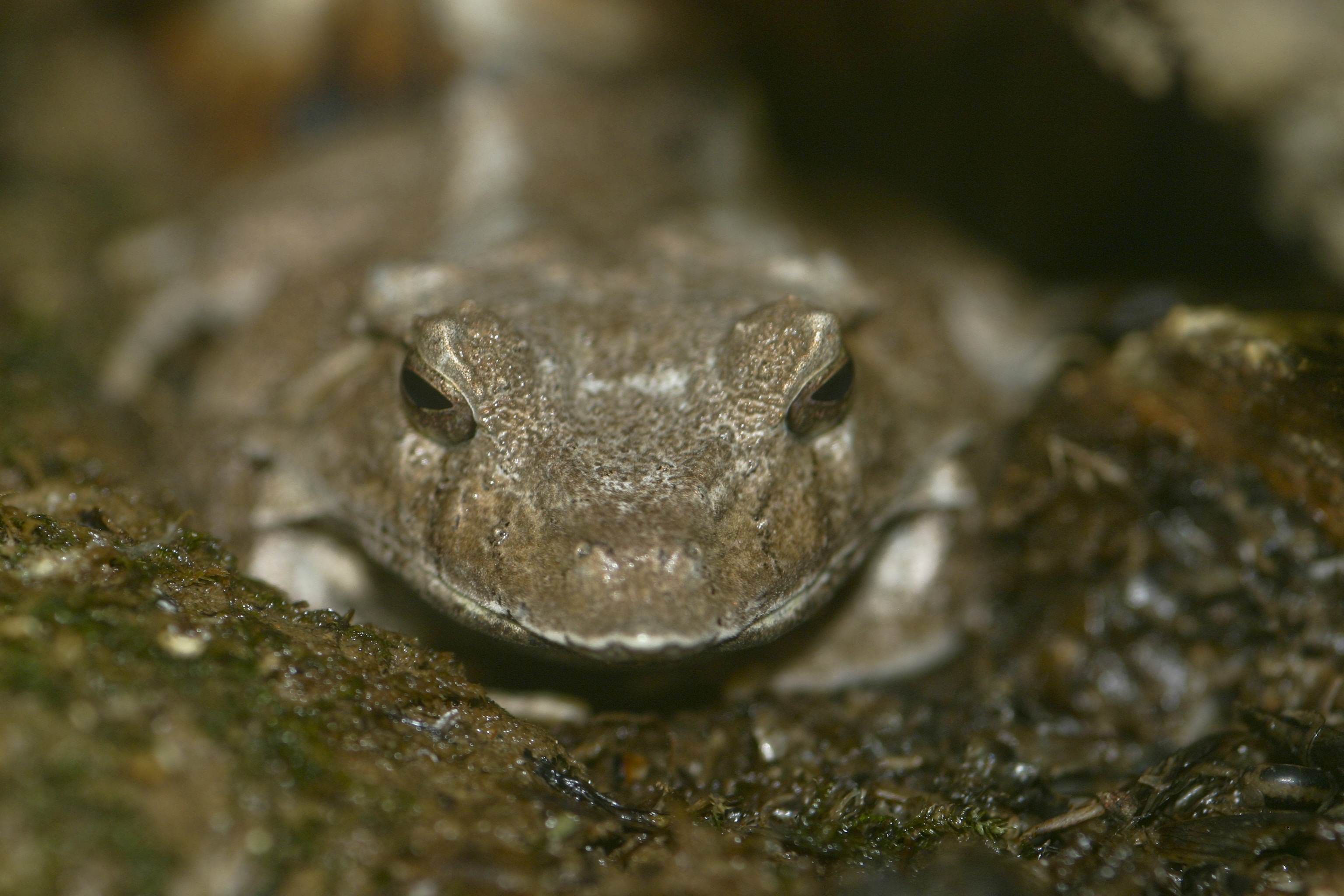
Cornufer guentheri

La grenouille cornue des Salomon a une tête triangulaire aplatie, un museau pointu et des "cornes" au-dessus des yeux. Elle mesure de 5 à 8 cm de long.
Le mâle holotype mesure 85 mm.
Elle se cache facilement dans les feuilles mortes.

## Étymologie
Cette espèce est nommée en l'honneur d'Albert Günther.

## Taxinomie
Cornufer guentheri Boulenger, 1882 est un synonyme de Platymantis guentheri (Boulenger, 1882).

## Publication originale
- Boulenger, 1884 : Diagnoses of new reptiles and batrachians from the Solomon Islands, collected and presented to the British Museum by H. B. Guppy, Esq., M.B., H.M.S. Lark. Proceedings of the Zoological Society of London, vol. 1884, p. 210-213 (texte intégral).